# Toronto Ravinas
Die Toronto Ravinas waren eine kanadische Eishockeymannschaft aus Toronto, Ontario. Der Verein spielte in der Saison 1927/28 in der Canadian Professional Hockey League.

## Geschichte
Das Franchise wurde 1927 als Mitglied der Canadian Professional Hockey League gegründet. In der Saison 1927/28 belegte die Mannschaft den fünften von acht Plätzen der Canpro. Anschließend wurde die Mannschaft, die das Farmteam der Toronto Maple Leafs aus der National Hockey League war, aufgelöst.